# Janine Cayet
Janine Cayet (ur. 24 maja 1943 w Nîmes) – francuska polityk, samorządowiec, pielęgniarka i działaczka społeczna, od 1993 do 1994 posłanka do Parlamentu Europejskiego III kadencji.

## Życiorys
Kształciła się w zawodzie pielęgniarki. Działała w różnych organizacjach związkowych tej branży, m.in. od 1996 do 2015 przewodniczyła SYNEAS, związkowi pracowników medycznych i społecznych. W latach 1991–2015 kierowała APHAPHA (organizacją wspierającą niepełnosprawnych), a od 2001 do 2015 również OETH (organizacją wspierającą zatrudnienie takich osób). Od 1995 do 1996 odpowiadała za relacje instytucjonalne w CCFA (komitecie francuskich producentów samochodów).
Związała się z Partią Republikańską, w latach 1983–1997 należała do jej biura politycznego. Działała również w federacyjnej Unii na rzecz Demokracji Francuskiej, w tym od 1988 do 1993 jako członek rady. W latach 1983–2008 zasiadała w radzie miejskiej Trappes, a w latach 2002–2010 w radzie regionu Île-de-France.
W 1989 kandydowała do Parlamentu Europejskiego z listy Unii na rzecz Demokracji Francuskiej, a w 1993 ubiegała się o mandat deputowanej do Zgromadzenia Narodowego. Mandat europosłanki objęła 18 czerwca 1993 w miejsce Alaina Marleix. Przystąpiła do Grupy Liberalnej, Demokratycznej i Reformatorskiej, należała do Komisji ds. Rozwoju i Współpracy, a także do Wspólnego Zgromadzenia Porozumienia między państwami Afryki, Karaibów i Pacyfiku oraz EWG.
W 1997 po przekształceniu Partii Republikańskiej została członkinią Demokracji Liberalnej, gdzie od 1997 do 1998 zasiadała w biurze politycznym. Później działała w Ruchu Demokratycznym. Zasiadała także krajowych organach doradczych, m.in. w Radzie Gospodarczej, Społecznej i Środowiskowej (1995–2000, 2010–2015). W 2015 przeszła na polityczną emeryturę, zajęła się prowadzeniem rodzinnej działalności w branży turystycznej.
Odznaczona m.in. Orderem Narodowym Zasługi V klasy (2002) i Legią Honorową V klasy (2012).